# Bosquerola frontblanca
La bosquerola frontblanca (Myioborus albifrons) és un ocell de la família dels parúlids (Parulidae).

## Hàbitat i distribució
Habita la selva pluvial dels Andes a l'oest de Veneçuela.